# 720-talet

## Händelser
- 723 - Nepals huvudstad Katmandu grundläggs.
- 723 - Li Chun-feng konstruerar en armillarsfär med tre sfäriska lager för att kunna kalibrera multipla aspekter vid astronomiska observationer.
- 726 - Seismisk aktivitet i Medelhavet: Vulkanön Thera får ett utbrott, och staden Jarash (i dagens Jordanien) drabbas av en större jordbävning.

## Födda
- 720 – Stefan III, påve.

## Avlidna
- 1 september 720 – Egidius, kristen eremit och abbot.
- 720 – Tariq ibn-Ziyad, berbisk-muslimsk fältherre.